# 避風塘
避風塘，是颱風侵襲時中小型船隻用以抵禦烈風和大浪的庇護所，也是平日船隻的停泊處及卸貨處。其形式通常是拱形凹進的海灣，塘中連接大海的通道多以人造防波堤堵住，船隻只靠狹小的通道進出。

## 香港

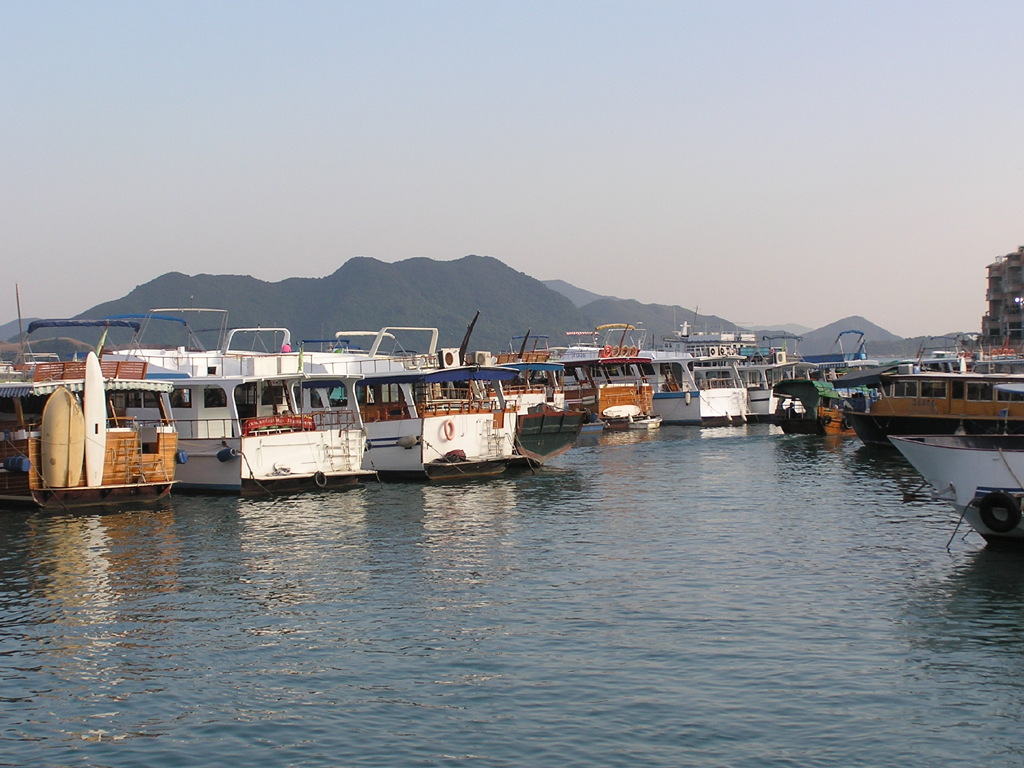
西貢市的避風塘

在1990年代以前，香港已有相當龐大的人口在避風塘以水為家，並建立了的水上文化，中式餐館的著名菜式「避風塘炒蟹」，就是源自食肆。隨着香港的漁業式微，大多數漁民已上岸生活，而避風塘的作用至今未變，一些以避風塘炒蟹打響名堂的食肆亦已開業。